# Takeichi Nishi
Takeichi baron Nishi (Japans: 西 竹一, Nishi Takeichi) (Minato, 12 juli 1902 - Iwo Jima, 22 maart 1945) was een Japans ruiter, die gespecialiseerd was in springen en eventing. Nishi nam tweemaal deel aan de Olympische Zomerspelen en veroverde in 1932 de gouden medaille bij het springen. Nishi vocht mee aan de Tweede Wereldoorlog als tankcommandant. Nishi kwam om bij de slag om Iwo Jima.

## Resultaten
- Olympische Zomerspelen 1932 in Los Angeles  individueel springen met Uranus
- Olympische Zomerspelen 1936 in Berlijn 20e individueel springen met Uranus
- Olympische Zomerspelen 1936 in Berlijn 6e landenwedstrijd springen met Uranus
- Olympische Zomerspelen 1936 in Berlijn 12e individueel eventing met Ascot
- Olympische Zomerspelen 1936 in Berlijn uitgevallen landenwedstrijd eventing met Ascot

1900: Aimé Haegeman ·
1912: Jean Cariou ·
1920: Tommaso Lequio di Assaba ·
1924: Alphonse Gemuseus ·
1928: František Ventura ·
1932: Takeichi Nishi ·
1936: Kurt Hasse ·
1948: Humberto Mariles ·
1952: Pierre Jonquères d'Oriola ·
1956: Hans Günter Winkler ·
1960: Raimondo D'Inzeo ·
1964: Pierre Jonquères d'Oriola ·
1968: William Steinkraus ·
1972: Graziano Mancinelli ·
1976: Alwin Schockemöhle ·
1980: Jan Kowalczyk ·
1984: Joe Fargis ·
1988: Pierre Durand ·
1992: Ludger Beerbaum ·
1996: Ulrich Kirchhoff ·
2000: Jeroen Dubbeldam ·
2004: Rodrigo Pessoa ·
2008: Eric Lamaze ·
2012: Steve Guerdat ·
2016: Nick Skelton ·
2020: Ben Maher ·
2024: Christian Kukuk
- International Standard Name Identifier: 0000 0003 7534 2411
- Library of Congress Control Number: n2020056069
- Bibliotheek van het Japanse parlement: 00624592
- Virtual International Authority File: 251796357